# 임현규
임현규(1985년 1월 16일 ~ )는 대한민국의 종합격투기 선수다.

## 종합격투기 경력
2012년 8월 UFC와 계약했음을 밝혔다. UFC on Fuel TV 6에서 마르셀루 기마랑이스를 상대로 데뷔전을 치를 예정이었지만
마르셀루 기마랑이스의 부상으로 데이비드 미첼로 상대가 변경되었다가
임현규가 체중 감량 중 탈진하여 데뷔가 무산됐다.
그 후 2013년 3월에 일본대회에서 마카오대회에 원래 상대였던 마르셀루 기마랑이스와 붙게 되었는데 2R만에 KO로 멋지게 승리를 거두었다. 2013년 9월 UFC164 대회에서는 독일 전차 파스칼 크라우스를 상대로 1R KO승을 거두었다. 2014년 1월 UFC 싱가포르 대회에서 원래 쿠니모토 키이치랑 대결하기로 했지만 메인매치에서 타렉 사피딘의 상대였던 제이크 엘렌버거가 부상으로 빠지면서 임현규가 타렉 사피딘의 상대로 메인매치에 나서게 되었다. 비록 5R 판정패를 했지만 스트라이크포스 웰터급 챔피언 출신인 타렉 사피딘을 상대로 투지로 맞섰기에 관중들에게 찬사를 받았다. 2014년 9월 UFC 일본대회에서는 일본의 사토 타케노리를 상대로 1R KO로 승리를 거두었다.

## 종합격투기 전적

### 프로 전적
| 프로 종합격투기 전적 | 프로 종합격투기 전적 | 프로 종합격투기 전적 | 프로 종합격투기 전적 | 프로 종합격투기 전적 | 프로 종합격투기 전적 | 프로 종합격투기 전적 | 프로 종합격투기 전적 |
| -------------------- | -------------------- | -------------------- | -------------------- | -------------------- | -------------------- | -------------------- | -------------------- |
| 21 시합              | (T)KO                | 항복                 | 판정                 | 실격                 | 그 밖                | 비김                 | 무효                 |
| 13 승                | 10                   | 2                    | 1                    | 0                    | 0                    | 1                    | 0                    |
| 7 패                 | 2                    | 2                    | 3                    | 0                    | 0                    | 1                    | 0                    |

| 승패 | 누적 전적 | 상대                | 승패 결정 방식   | 대회                                   | 개최 날짜       | 라운드 | 경기 시간 | 장소                       | 특이 사항           |
| ---- | --------- | ------------------- | ---------------- | -------------------------------------- | --------------- | ------ | --------- | -------------------------- | ------------------- |
| 패   | 13-7-1    | 아베 다이치         | 판정 (전원일치)  | UFC Fight Night: Saint Preux vs. Okami | 2017년 9월 23일 | 3      | 5:00      | 일본 사이타마              |                     |
| 패   | 13-6-1    | 마이크 페리         | TKO (펀치)       | UFC 202                                | 2016년 8월 20일 | 1      | 3:38      | 미국 네바다주 라스베이거스 |                     |
| 패   | 13-5-1    | 닐 매그니           | TKO (펀치)       | UFC Fight Night: Edgar vs. Faber       | 2015년 5월 16일 | 2      | 1:24      | 필리핀 파사이              |                     |
| 승   | 13-4-1    | 사토 타케노리       | TKO (엘보)       | UFC Fight Night: Hunt vs. Nelson       | 2014년 9월 20일 | 1      | 1:18      | 일본 사이타마              |                     |
| 패   | 12-4-1    | 타렉 사피딘         | 판정 (전원일치)  | UFC Fight Night: Saffiedine vs. Lim    | 2014년 1월 4일  | 5      | 5:00      | 싱가포르 마리나 베이       | Fight of the Night. |
| 승   | 12-3-1    | 파스칼 크라우스     | KO (니킥 & 펀치) | UFC 164                                | 2013년 8월 31일 | 1      | 3:58      | 미국 위스콘신주 밀워키     | Fight of the Night. |
| 승   | 11-3-1    | 마르셀루 기마랑이스 | KO (니킥 & 펀치) | UFC on Fuel TV: Silva vs. Stann        | 2013년 3월 3일  | 2      | 4:00      | 일본 사이타마              | UFC 데뷔전.         |

## 방송 활동

### 예능
- 2012년 tvN 롤러코스터2 - 푸른거탑(특별출연)

## 참조
1. ↑  “PXC챔프 임현규, UFC 진출 '4경기 계약'”. mfight.co.kr. 2012년 8월 20일.[깨진 링크(과거 내용 찾기)]
2. ↑  “임현규, 11월 UFC 데뷔 '상대는 브라질 챔피언'”. mfight.co.kr. 2012년 8월 22일.[깨진 링크(과거 내용 찾기)]
3. ↑  “UFC 임현규 상대변경, 서브미션 달인과 맞대결”. mfight.co.kr. 2012년 10월 10일.[깨진 링크(과거 내용 찾기)]
4. ↑  “임현규, 마카오데뷔 무산 '감량 중 탈진'(속보)”. mfight.co.kr. 2012년 11월 9일.[깨진 링크(과거 내용 찾기)]